# Pteroceras semiteretifolium
Pteroceras semiteretifolium är en orkidéart som beskrevs av Henrik Aerenlund Pedersen. Pteroceras semiteretifolium ingår i släktet Pteroceras och familjen orkidéer.
Artens utbredningsområde är Vietnam. Inga underarter finns listade i Catalogue of Life.